# وساطة

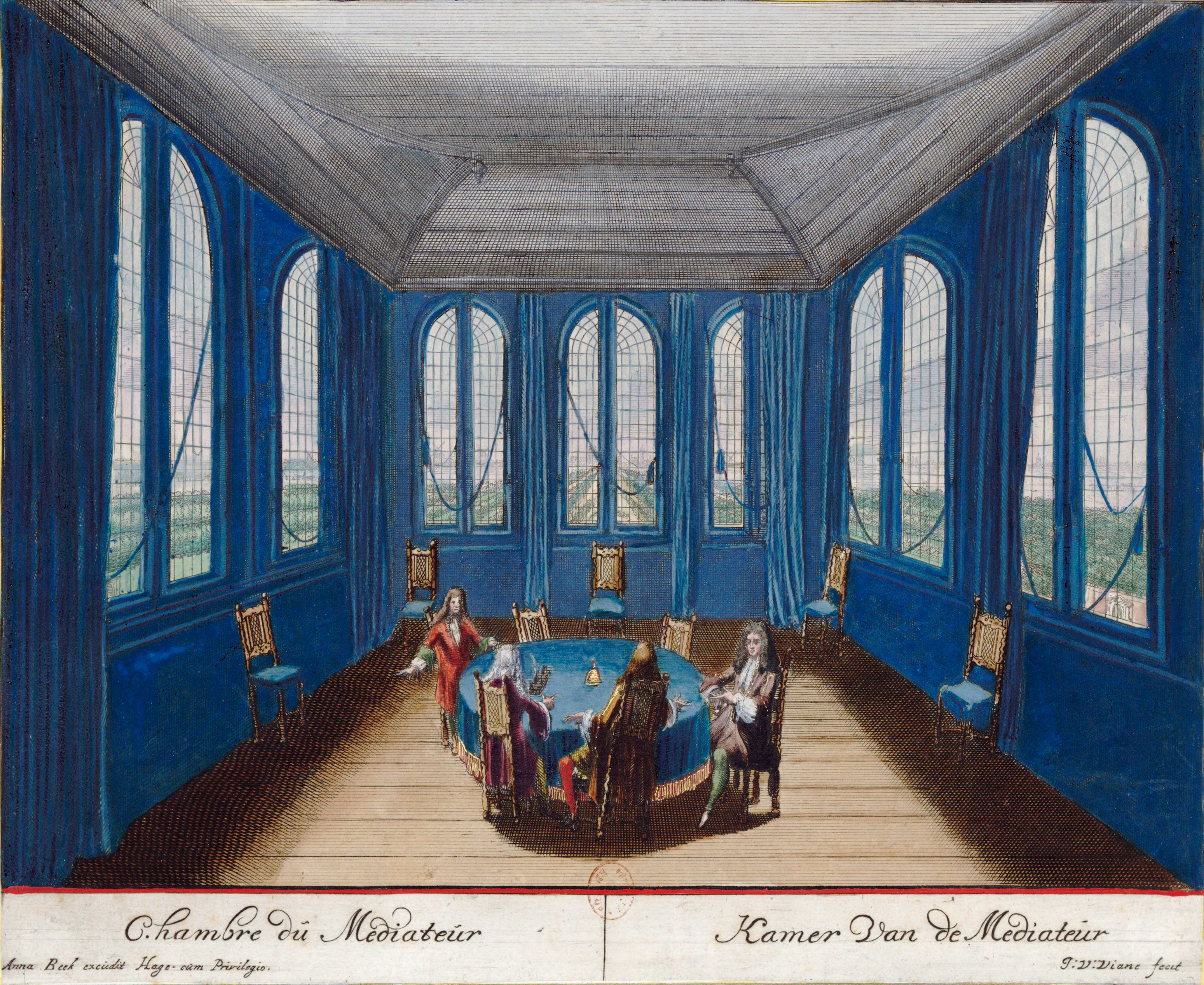

الوساطة هي عملية تجارية أو غير تجارية تكون بين طرفين لإيصالهم إلى اتفاق. وتعد من الوسائل القانونية الحديثة لفض المنازعات، مثلها مثل التحكيم وتم اللجوء اليها بحثا عن حلول عملية للعدالة البطيئة. تعد الوساطة إحدى وسائل التوفيق بين متخاصمين، عن طريق تدخل طرف ثالث يعد صديقا لكلا الطرفين، يحاول التقريب بينهما، تمهيداً لتسوية ودية، وقد يكون الطرف الثالث قد تدخل من تلقاء نفسه أو بطلب أحد الطرفين.
يقوم الطرف الثالث عادة بتقديم اقتراحات مناسبة ترضي الطرفين، دون ضغط أو إكراه، حتى يصل إلى حلول مناسبة تقضي على النزاع.
ورغم أن الوساطة تشابه المساعي الحميدة في كونها وسيلة ودية للتقريب بين المتنازعين، إلا أنها تختلف أنها في كون الطرف الآخر في المساعي الحميدة ينتهي دوره ببدء المفاوضات بين الطرفين، أما الوسيط فلا تنتهي مهمته إلا في حالة رفض أحد الطرفين هذه الوساطة، أو عند التوصل إلى حل للنزاع.

## الأنواع
هناك ثلاثة أنواع من الوساطات:
1. الوساطة القضائية وهي التوسط بين الطرفين مع استحضار القانون الذي يحكم القضية أو القضايا محل النزاع والدفع بالطرفين للوصول إلى الحل على ضوء الرأي القانوني. في الوساطة القضائية يتم الاهتمام فيها على اساس الحق والقانون وليس على اساس رغبات الطرفين واحتياجاتهم.
2. الوساطة التوفيقية وهي التوسط بين الطرفين عن طريق إدارة الحوار بينهما لتحديد المشكلة محل النزاع ومعرفة موقف كل طرف ونظرته للمشكلة من زاويته الخاصة مما يساعد على معرفة كل طرف مصالح الطرف الآخر ومتطلباته ورغباته. يقوم الوسيط بادارة الحوار ومساعدة الطرفين لفهم الآخر وبالتالي تيسير الوصول لحل المشكلة. في كثير من النزاعات التجارية وغيرها يتم التوصل لاتفاق بمجرد تفهم كل طرف وجهة نظر الطرف الآخر ورغباته.
3. الوساطة التفسيرية وهي التي تقوم على مساعدة الطرفين للتقارب والتفاهم وتبادل وجهات النظر ومعرفة متطلبات ورغبات كل طرف ومساعدة الاطراف للوصول إلى حل قائم على اساس تدعيم العلاقات بين الطرفين والتفاهم لا على اساس القانون والحقوق.وهي تشبه لحد كبير الوساطة التيسيرية من حيث معرفة المتطلبات والرغبات وعدم الارتكاز الكامل على القوانين والحقوق ولكن الذي يميز الوساطة التفسيرية عن الوساطة التوفيقية هي أن الوساطة التفسيرية يقتصر دور الوسيط فيها على تهيئة الاجتماع واتاحة الفرصة للاطراف للحديث والحوار ومن ثم اتخاذ القرارات والاتفاقات من دون التدخل المباشر بين الأطراف.